# São Simão de Gouveia
Pour les articles homonymes, voir Simao.
São Simão de Gouveia, ou simplement São Simão, est une paroisse (freguesia) dans la municipalité d'Amarante au Portugal. 
Elle couvre une superficie de 12,79 km² et avait, en 2001, une population de 740 habitants  (soit une densité de population de 57,9 hab/km2). 